# Valea Mare (Berbești), Vâlcea
Valea Mare este o localitate componentă a orașului Berbești din județul Vâlcea, Oltenia, România.
În anul 2008, satul a fost strămutat din cauza zăcămintelor importante de cărbune descoperite în subteran.

## Vezi și
- Biserica de lemn din Valea Mare, Vâlcea